# هیچ‌وقت ناامیدم نکن
هیچ‌وقت ناامیدم نکن (انگلیسی: Never Let Me Down) هفدهمین آلبوم استودیویی دیوید بویی، موسیقی‌دان انگلستانی است که در ۲۰ آوریل ۱۹۸۷ توسط ئی‌ام‌آی آمریکا رکوردز منتشر شد. پس از یک سری پروژه‌های متفرقه، بویی امیدوار بود که پس از آلبوم ناامیدکننده امشب (۱۹۸۴) رکورد بعدی خود را به گونه دیگری ثبت کند. این آلبوم به‌صورت مشترک توسط خود بویی و دیوید ریچاردز تهیه شده‌است.